# 에네르지오 디아스
에네르지오 디아스는 에콰도르의 축구 선수로 1995 코리아컵 축구대회에 출전하여 에콰도르 축구 국가대표팀의 일원으로 참가하여 팀을 우승으로 이끌며 MVP에 올랐다. 이를 계기로 1996년 전남 드래곤즈로 입단하였으나 9경 1골의 초라한 성적을 남기고 떠났다.